# A Pirâmide

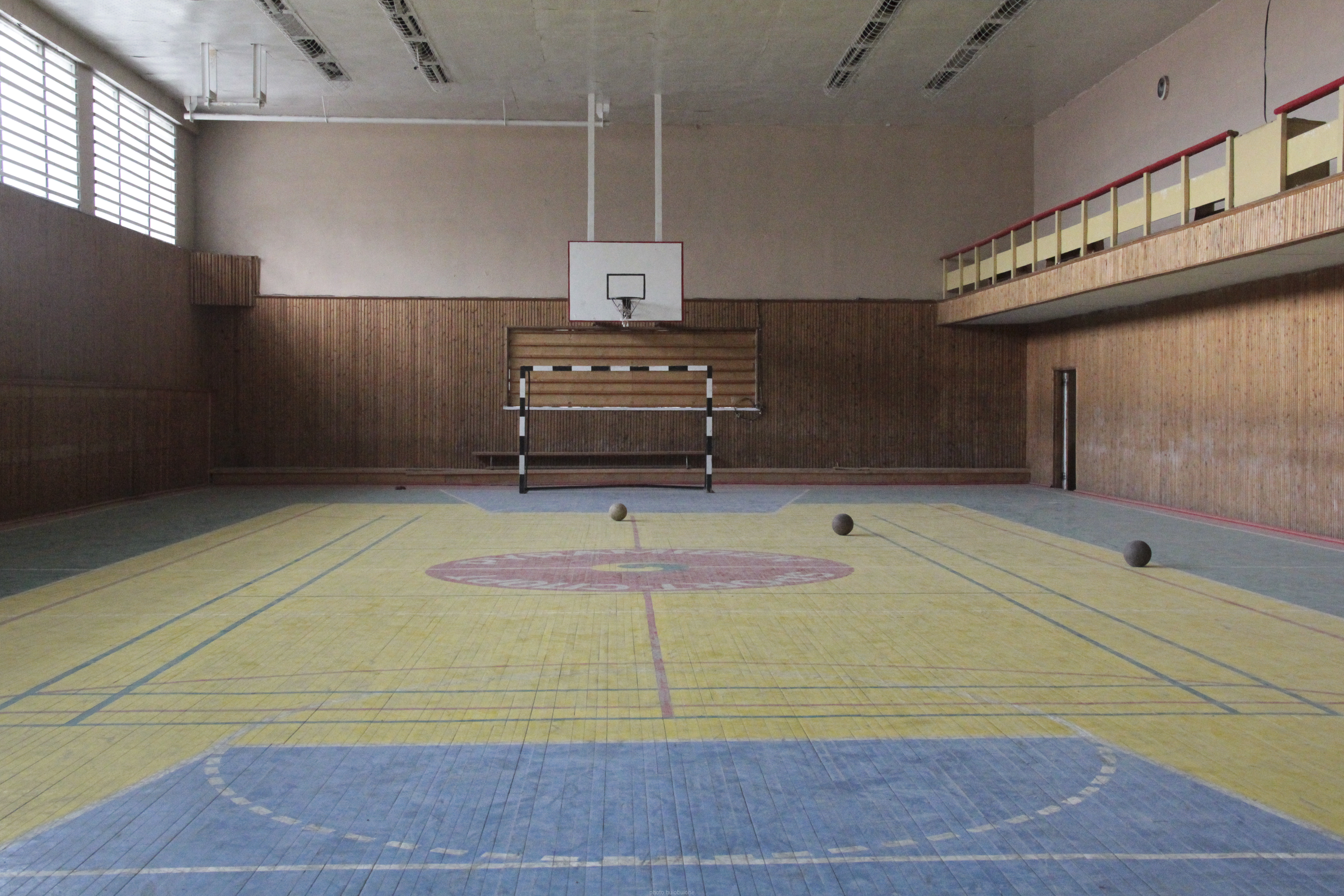
Ginásio dentro do complexo habitacional dos mineradores de Pyramiden.

Pyramiden (russo:  Пирами́да, tr. Piramída; IPA: [pʲɪrɐˈmʲidə]; literalmente 'A Pirâmide') é um povoado abandonado de mineração de carvão soviético no arquipélago norueguês de Svalbard. 

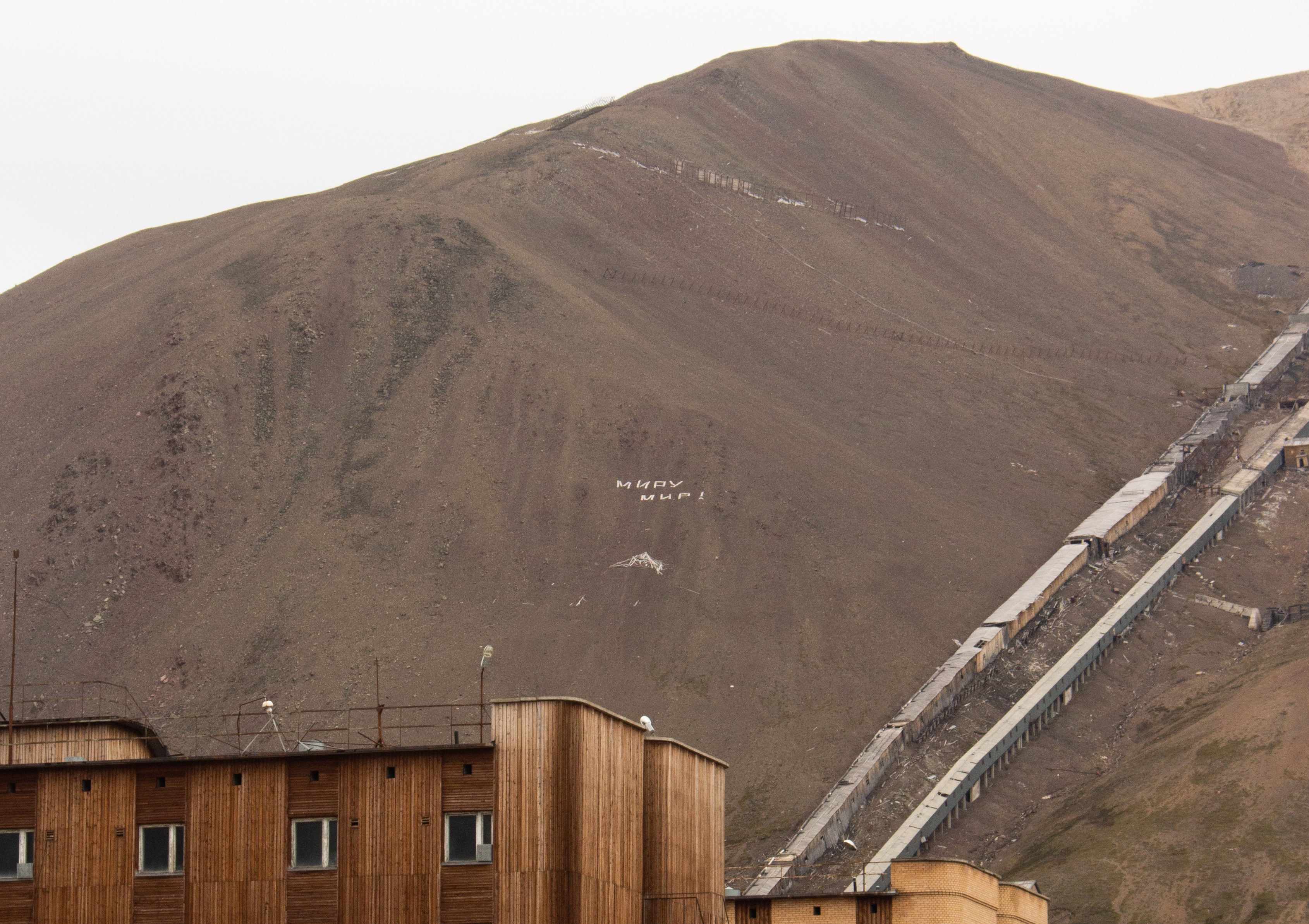
Escrita branca acima da mina de carvão abandonada. Diz "Paz ao mundo!" em russo (Peace to the world!). A frase era comumente usada em projetos estatais soviéticos.

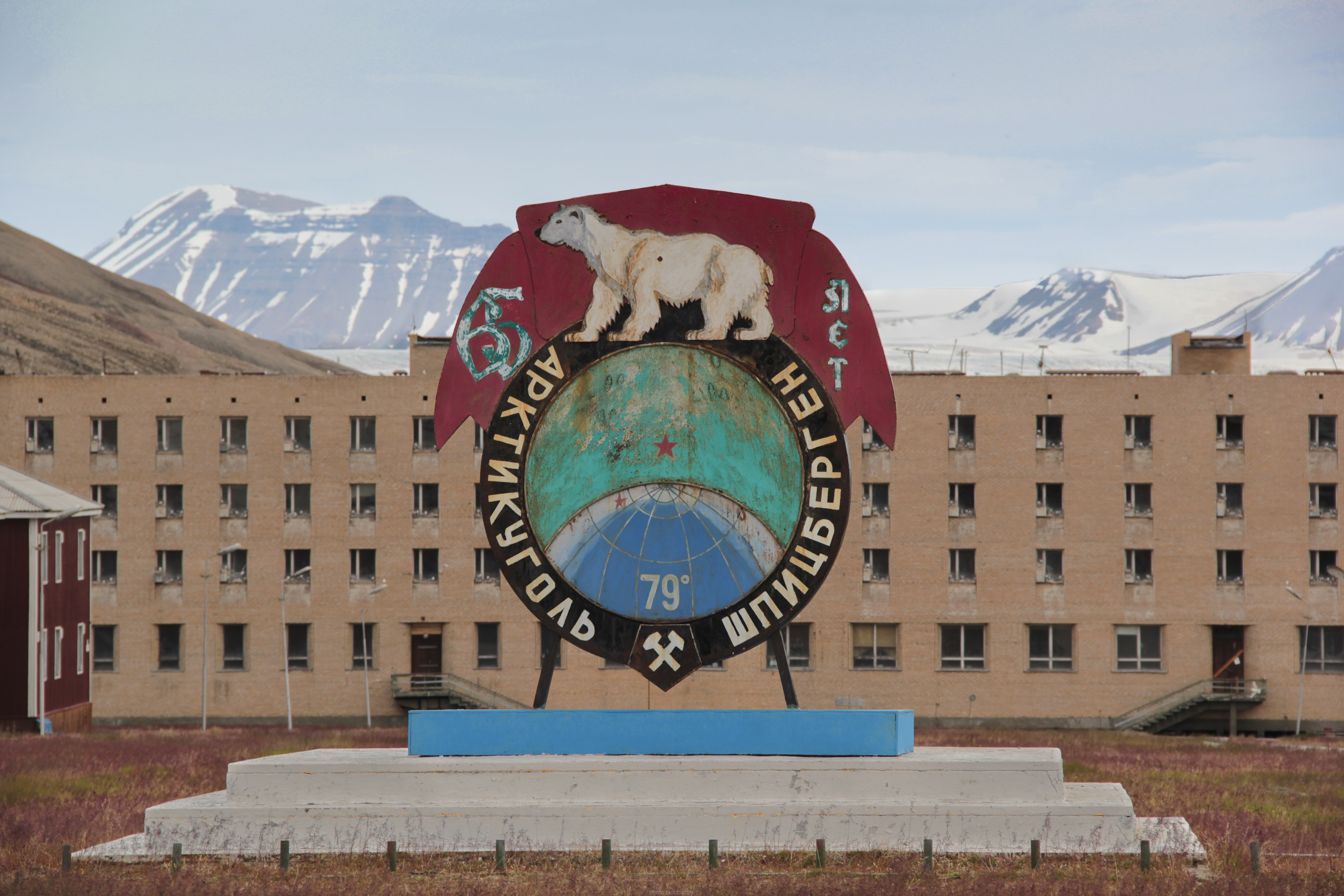
Placa da empresa Arktikugol.

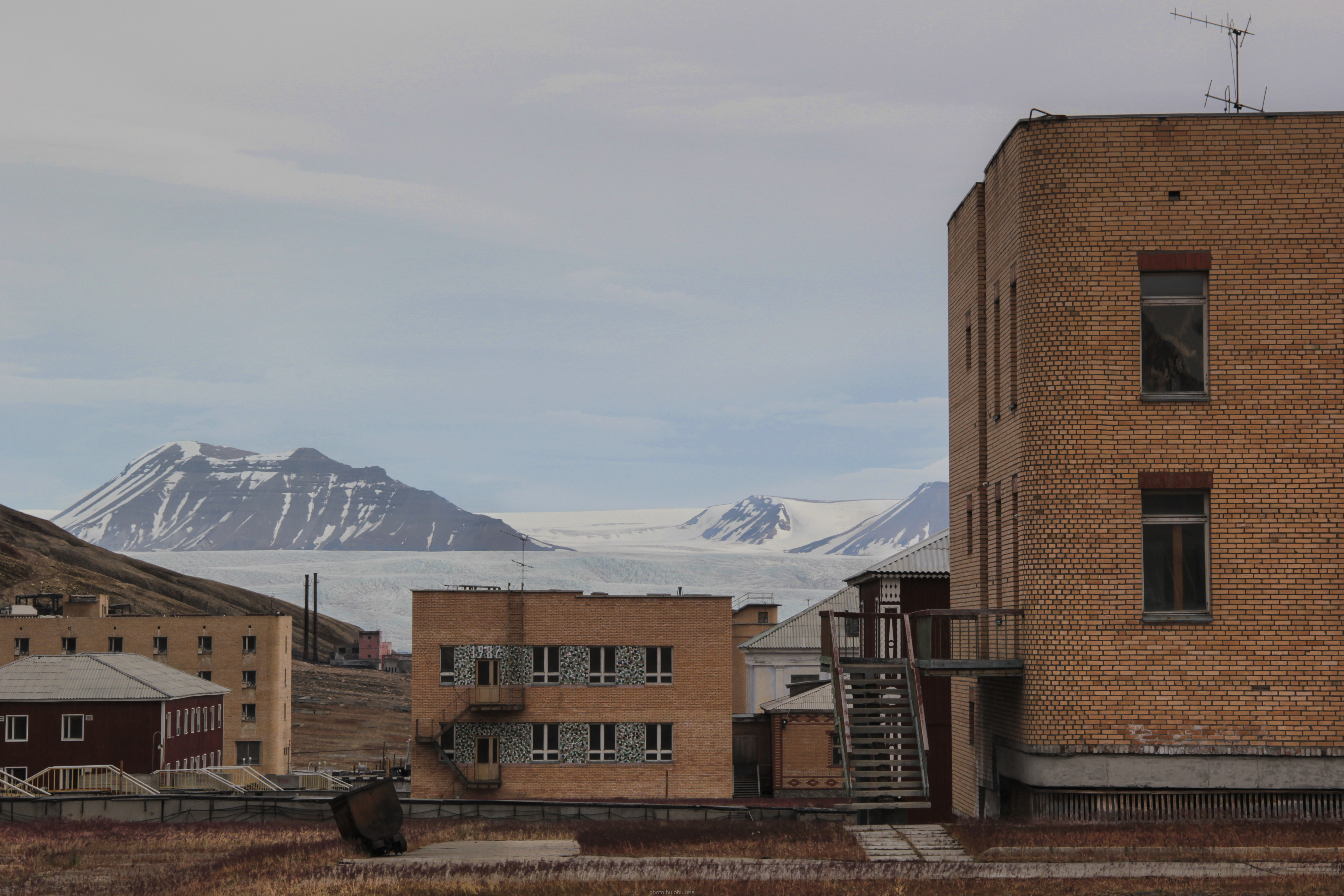
Prédios abandonados.

Fundado pela Suécia em 1910 e vendida para a União Soviética em 1927, Pyramiden foi fechada em 1998 e desde então se mantém abandonada com a maioria dos seus edifícios e construções de pé, pois o clima frio preservou bastante a infraestrutura.
O povoado se tornou um destino turístico principalmente desde 2007, onde se iniciou esforços para torná-lo uma atração turística; o hotel da cidade foi reformado e reaberto em 2013. No verão, há uma população de seis zeladores.

## História
Pyramiden foi fundada pela Suécia em 1910  e vendida à União Soviética em 1927.  Fica no sopé do Billefjorden, na ilha de Spitsbergen, e recebeu o nome da montanha em forma de pirâmide com o mesmo nome adjacente à cidade.  Os assentamentos mais próximos são a capital de Svalbard, Longyearbyen, a cerca de 50 quilômetros (31 mi) ao sul, Barentsburg aproximadamente 100 quilômetros (62 mi) sudoeste e a pequena comunidade de pesquisa de Ny-Ålesund, 100 quilômetros (62 mi) para o oeste. Na época soviética, a população era majoritariamente ucraniana, constituída por mineiros do Donbass e funcionários de Volyn. 
Propriedade da empresa estatal de mineração russa Arktikugol, que também é dona do assentamento de Barentsburg, Pyramiden já teve mais de 1.000 habitantes. Entre suas comodidades estavam um centro cultural com teatro, biblioteca, estúdios de arte e música; um complexo esportivo; e uma cantina aberta 24 horas. horas por dia.  Também tinha uma escola primária.  :200O monumento mais ao norte de Vladimir Lenin  e a piscina mais ao norte também são encontrados lá. 
Em 1996, um voo charter da Arktikugol caiu na aproximação ao Aeroporto de Svalbard, causando a perda de 141 vidas. 
Entre 1955 e 1998, foram extraídas da mina cerca de nove milhões de toneladas de carvão.  A mineração cessou em 31 de março de 1998 e o assentamento foi fechado no mesmo ano. O último residente permanente partiu em 10 de outubro, deixando Pyramiden como uma cidade fantasma . 
Até 2007, o antigo assentamento permaneceu desabitado e praticamente intocado. Os interiores dos edifícios permaneceram praticamente como eram quando o assentamento foi abandonado.  Em 2012, Aleksandr Romanovsky se tornou a primeira pessoa a voltar a viver em Pyramiden. Desde então, outros cinco se juntaram a ele. Romanovsky, um músico e guia turístico do assentamento, se autodenomina o "head-banger mais setentrional do mundo". Romanovsky viveu durante anos sozinho nesta cidade abandonada.   
Em 27 de agosto de 2019, o festival de cinema mais setentrional do mundo foi realizado em Pyramiden, dedicado ao 100º aniversário do cinema soviético . 
Em 2022, a Rússia anunciou novos planos de investimento para apoiar sua presença em Pyramiden e Barentsburg . 

## Preservação
Pyramiden é acessível por barco ou snowmobile a partir de Longyearbyen, seja como parte de uma excursão guiada ou de forma independente. Há também o Heliporto Pyramiden. Não há restrições para visitar Pyramiden, mas os visitantes não podem entrar em nenhum edifício sem permissão, mesmo que estejam abertos. Embora a maioria dos edifícios esteja agora trancada, arrombamentos, vandalismo e roubo de artefatos tornaram-se uma séria ameaça para Pyramiden, pois contribuem para a deterioração acelerada dos edifícios.  :182
Pyramiden é mantida como destino turístico pela Arctic Travel Company Grumant, uma divisão da Arktikugol. Passeios por muitos edifícios estão disponíveis mediante solicitação no Pyramiden Hotel. O cinema foi restaurado e está totalmente funcional, e agora é possível reservar filmes mediante solicitação. Um arquivo de mais de 1000 filmes soviéticos é preservado nos depósitos do local. 
Desde 2007, o Arktikugol vem reformando o hotel e atualizando a infraestrutura, incluindo a construção de uma nova usina de energia com geradores a diesel, para acomodar os turistas no antigo assentamento. Até 30 trabalhadores vivem no assentamento durante todo o ano para manter as instalações e orientar os turistas que visitam Longyearbyen.
Desde 2013, O Hotel Pyramiden foi reaberto e é possivel pernoitar em Pyramiden. O Pyramiden Museum fica neste hotel assim como um correios e uma loja de souvenir. Havia um pequeno hotel construído com contêineres antigos perto do porto, mas foi fechado com a renovação do Hotel Pyramiden. Não há planos de renovar e reabrir o povoado.

## Links externos
- Guia de viagem para A Pirâmide do Wikivoyage
- Media relacionados com A Pirâmide no Wikimedia Commons
- World's Top Ghost Towns